# Bassus pumilus
Bassus pumilus är en stekelart som först beskrevs av Szepligeti 1913.  Bassus pumilus ingår i släktet Bassus och familjen bracksteklar. Inga underarter finns listade.